# Grand Prix-wegrace der Naties 1984
De Grand Prix-wegrace der Naties 1984 was de tweede Grand Prix van wereldkampioenschap wegrace voor motorfietsen in het seizoen 1984. De races werden verreden op 14- enk 15 april 1984 op het Circuito Internazionale Santa Monica in Misano Adriatico.

## Algemeen
Al op zaterdag was het veel te druk in het toch al te kleine rennerskwartier van Misano. De teams pasten er al nauwelijks in, maar er werden nog steeds (tegen de FIM-reglementen in) toeschouwerskaarten voor het rennerskwartier verkocht. Voor de 125cc-klasse was dit de eerste WK-race van het seizoen, voor de 80cc-klasse de eerste uit de geschiedenis.

## 500cc-klasse
Italiaanse toestanden waren er niet alleen in het overvolle rennerskwartier, maar ook op de startgrid, waar kennelijk enkele duizenden mensen vonden dat ze daar een functie hadden. Toen de carabinieri het asfalt eindelijk vrij hadden gemaakt vertrok Reinhold Roth als snelste en hij voltooide de eerste ronde voor Ron Haslam, Didier de Radiguès, Sergio Pellandini, Freddie Spencer en Eddie Lawson. Na de tweede ronde leidde Haslam, maar Spencer reed al achter Roth en nam in de volgende ronde de leiding over. Hij werd in de rug gedekt door Haslam, die in de bochten weliswaar trager leek dan Lawson, maar hem toch niet voorbij liet. Pellandini reed toen al met een licht beschadigde machine in het achterveld, nadat hij een schuiver had gemaakt. In de zesde nam Lawson toch de tweede plaats over, toen Haslam steeds trager werd als gevolg van de griep waar hij al dagen last van had. Raymond Roche naderde Haslam snel, met in zijn spoor Wayne Gardner. Halverwege de race leidde Spencer met twintig seconden voorsprong op Lawson, Roche, Haslam en Gardner. Spencer consolideerde zijn voorsprong, Lawson werd tweede, Raymond Roche derde en Wayne Gardner werd vierde. Franco Uncini, die een zeer slechte start had gehad, werd toch nog vijfde, maar Virginio Ferrari's resultaat viel erg tegen. Met de fabrieks-Yamaha was hij ook slecht gestart, maar die machine zou toch goed genoeg moeten zijn om dat goed te maken. Hij werd echter achtste met ruim een minuut achterstand. 
| 1.  | Freddie Spencer    | HRC-Honda         | 1:21.45 |
| 2.  | Eddie Lawson       | Marlboro-Yamaha   | 1:22.55 |
| 3.  | Wayne Gardner      | Honda             | 1:23.20 |
| 4.  | Ron Haslam         | HRC-Honda         | 1:23.31 |
| 5.  | Franco Uncini      | HB-Gallina-Suzuki | 1:23.59 |
| 6.  | Raymond Roche      | Honda             | 1:23.62 |
| 7.  | Leandro Becheroni  | Suzuki            | 1:23.68 |
| 8.  | Didier de Radiguès | Chevallier-Honda  | 1:24.06 |
| 9.  | Sergio Pellandini  | HB-Gallina-Suzuki | 1:24.27 |
| 10. | Boet van Dulmen    | Bakker-Suzuki     | 1:24.38 |

| Honda Racing Corporation (HRC) lichtte tijdens de trainingsdagen een tipje van de sluier van Freddie Spencer's Honda NSR 500 op. Door het verwijderen van de stroomlijnkuip en het kunststof werd zichtbaar dat de dummytank de omhooggebogen uitlaten huisvestte, terwijl de echte tank onder het motorblok lag. Boring en slag bedroegen 54 x 54,5 mm, het vermogen bedroeg 140 pk en het gewicht 120 kg. Zowel Giacomo Agostini, teammanager van Marlboro-Yamaha, als Roberto Gallina, teammanager van HB-Gallina-Suzuki, zag hier een overtreding van de reglementen. Door de laaggeplaatste tank van de Honda moest de benzine omhooggepompt worden. Daarvoor was een klein reservoir boven de carburateurs geplaatst. Reglementair mochten de machines slechts één tank hebben, en met een beetje fantasie had de Honda er dus twee. Er werd echter geen officieel protest ingediend. |

### Uitslag 500cc-klasse
| Pos | Coureur            | Merk              | Ronden | Tijd      | Grid | Punten |
| --- | ------------------ | ----------------- | ------ | --------- | ---- | ------ |
| 1   | Freddie Spencer    | HRC-Honda         | 40     | 55:20.550 | 1    | 15     |
| 2   | Eddie Lawson       | Marlboro-Yamaha   | 40     | +19.650   | 2    | 12     |
| 3   | Raymond Roche      | Honda             | 40     | +46.780   | 6    | 10     |
| 4   | Wayne Gardner      | Honda             | 40     | +51.770   | 3    | 8      |
| 5   | Franco Uncini      | HB-Gallina-Suzuki | 40     | +1:03.700 | 5    | 6      |
| 6   | Ron Haslam         | HRC-Honda         | 40     | +1:04.500 | 4    | 5      |
| 7   | Boet van Dulmen    | Bakker-Suzuki     | 40     | +1:10.720 | 10   | 4      |
| 8   | Virginio Ferrari   | Marlboro-Yamaha   | 40     | +1:11.400 | 15   | 3      |
| 9   | Reinhold Roth      | Fath-Honda        | 40     | +1:11.500 | 12   | 2      |
| 10  | Massimo Broccoli   | Honda             | 40     | +1:22.850 | 14   | 1      |
| 11  | Rob McElnea        | Heron-Suzuki      | 39     | +1 ronde  | 11   |        |
| 12  | Didier de Radiguès | Chevallier-Honda  | 39     | +1 ronde  | 8    |        |
| 13  | Gustav Reiner      | Honda             | 39     | +1 ronde  | 20   |        |
| 14  | Sergio Pellandini  | HB-Gallina-Suzuki | 39     | +1 ronde  | 9    |        |
| 15  | Gary Lingham       | Suzuki            | 39     | +1 ronde  | 25   |        |
| 16  | Oscar La Ferla     | Suzuki            | 39     | +1 ronde  | 24   |        |
| 17  | Steve Parrish      | Yamaha            | 39     | +1 ronde  | 22   |        |
| 18  | Rob Punt           | Suzuki            | 39     | +1 ronde  | 23   |        |
| 19  | Keith Huewen       | Honda             | 39     | +1 ronde  | 21   |        |
| 20  | Marco Papa         | Honda             | 38     | +2 ronden | 29   |        |
| 21  | Attilio Riondato   | Suzuki            | 38     | +2 ronden | 31   |        |
| 22  | Peter Sköld        | Honda             | 38     | +2 ronden | 33   |        |
| 23  | Massimo Brutti     | Suzuki            | 38     | +2 ronden | 16   |        |
| 24  | Chris Guy          | Honda             | 38     | +2 ronden | 34   |        |
| 25  | Franco Randazzo    | Honda             | 38     | +2 ronden | 36   |        |

### Niet gefinisht
| Coureur             | Merk                | Ronden | Oorzaak | Grid |
| ------------------- | ------------------- | ------ | ------- | ---- |
| Wolfgang von Muralt | Suzuki              | 37     |         | 30   |
| Walter Migliorati   | Suzuki              | 35     |         | 17   |
| Peter Sjöström      | Suzuki              | 33     |         | 32   |
| Barry Sheene        | Heron-Harris-Suzuki | 22     |         | 13   |
| Eero Hyvärinen      | Suzuki              | 20     |         | 18   |
| Marco Lucchinelli   | Cagiva              | 14     |         | 27   |
| Klaus Klein         | Suzuki              | 13     |         | 19   |
| Raffaele Pasqual    | Yamaha              | 13     |         | 35   |
| Lorenzo Ghiselli    | Suzuki              | 11     |         | 28   |
| Alessandro Valesi   | Suzuki              | 7      |         | 26   |
| Leandro Becheroni   | Suzuki              | 3      |         | 7    |

### Niet gekwalificeerd
| Coureur          | Merk   | Oorzaak |
| ---------------- | ------ | ------- |
| Fabio Biliotti   | Honda  |         |
| Louis-Luc Maisto | Honda  |         |
| Franck Gross     | Honda  |         |
| Paolo Ferretti   | Suzuki |         |

### Niet deelgenomen
| Coureur            | Merk              | Oorzaak    |
| ------------------ | ----------------- | ---------- |
| Christian le Liard | Chevallier-Yamaha |            |
| Takazumi Katayama  | HRC-Honda         | Blessure   |
| Randy Mamola       | HRC-Honda         | Geen motor |
| Tadahiko Taira     | Yamaha            |            |
| Roger Marshall     | Honda             |            |
| Armando Errico     | Suzuki            |            |
| Brett Hudson       | Suzuki            |            |
| Hervé Moineau      | Cagiva            |            |

### Top tien tussenstand 500cc-klasse
| Pos. | Coureur            | Merk                 | Ptn. |
| ---- | ------------------ | -------------------- | ---- |
| 1    | Eddie Lawson       | Marlboro-Yamaha      | 27   |
| 2    | Raymond Roche      | HRC-Honda / Honda    | 22   |
| 3    | Freddie Spencer    | HRC-Honda            | 15   |
| 4    | Barry Sheene       | Heron-Harris-Suzuki  | 10   |
| 5    | Boet van Dulmen    | Suzuki               | 8    |
| 5    | Wayne Gardner      | Honda                | 8    |
| 5    | Didier de Radiguès | Chevallier-ELF-Honda | 8    |
| 8    | Massimo Broccoli   | Honda                | 6    |
| 8    | Sergio Pellandini  | HB-Gallina-Suzuki    | 6    |
| 8    | Franco Uncini      | HB-Gallina-Suzuki    | 6    |

## 250cc-klasse
Donnie McLeod had de snelste start in Misano, maar zakte al snel terug. Martin Wimmer nam de koppositie over, maar werd gepasseerd door Fausto Ricci met een standaard Yamaha TZ 250-productieracer. Later nam Massimo Matteoni de leiding over, maar ook hij werd ingehaald door Carlos Lavado. Die kon niet weglopen van Matteoni en Ricci. Wayne Rainey, die aanvankelijk van de organisatie niet eens mocht starten, had zijn machine twee keer moeten aanduwen maar was bezig met een inhaalrace, waarbij hij de snelste ronde reed. In de laatste drie ronden reed hij nog van de zesde naar de derde plaats. Tegen het einde werd Lavado al regelmatig aangevallen door Ricci, tot Lavado vijf ronden voor het einde viel. Hij kon zijn machine weer oprapen en de race voortzetten, maar kwam niet meer in de punten. Matteoni viel in zijn pogingen Ricci te volgen ook, waardoor Fausto Ricci naar de overwinning kon rijden. Wimmer werd tweede en Rainey werd derde, hoewel hij dat in eerste instantie zelf niet kon geloven. 
| De training van de 250cc-klasse was best spectaculair. De snelste tijd, slechts 0,25 seconde onder het ronderecord, werd gereden door Jean-Michel Mattioli met een Chevallier-Yamaha uit 1983. Ook verrassend was de prestatie van drie debutanten: Fausto Ricci die zich als derde kwalificeerde, Stéphane Mertens die zevende werd en Donnie McLeod die als negende mocht starten. De eerste tien zaten binnen een halve seconde , maar Patrick Fernandez, die de GP van Zuid-Afrika gewonnen had, kwam niet verder dan de 25e startplaats door grote stuurproblemen met zijn Yamaha. Het Roberts-Marlboro-Yamaha-team had de nodige problemen met de organisatie. Terwijl Wayne Rainey als een van de favorieten in het programmaboekje stond, wilde men hem geen start geven. Toen dat geregeld was protesteerden de keurmeesters omdat Alan Carter en Wayne Rainey zich kwalificeerden met dezelfde motorfiets. Ze haalden bakzeil, want dit was toegestaan, maar Carter wist zich desondanks niet te kwalificeren. \| 1. \| Jean-Michel Mattioli \| Chevallier-Yamaha \| 1:25.32 \| \| 2. \| Manfred Herweh \| Bakker-Real-Rotax \| 1:25.43 \| \| 3. \| Fausto Ricci \| Yamaha \| 1:25.44 \| \| 4. \| Carlos Lavado \| Venemotos-Yamaha \| 1:25.53 \| \| 5. \| Massimo Matteoni \| Yamaha \| 1:25.56 \| \| 6. \| Iván Pallazzese \| Venemotos-Yamaha \| 1:25.81 \| \| 7. \| Stéphane Mertens \| Yamaha \| 1:25.84 \| \| 8. \| Martin Wimmer \| Yamaha \| 1:25.85 \| \| 9. \| Donnie McLeod \| Yamaha \| 1:25.98 \| \| 10. \| Christian Sarron \| Sonauto-Yamaha \| 1:26.03 \| |                      |                   |         |
| 1. | Jean-Michel Mattioli | Chevallier-Yamaha | 1:25.32 |
| 2. | Manfred Herweh       | Bakker-Real-Rotax | 1:25.43 |
| 3. | Fausto Ricci         | Yamaha            | 1:25.44 |
| 4. | Carlos Lavado        | Venemotos-Yamaha  | 1:25.53 |
| 5. | Massimo Matteoni     | Yamaha            | 1:25.56 |
| 6. | Iván Pallazzese      | Venemotos-Yamaha  | 1:25.81 |
| 7. | Stéphane Mertens     | Yamaha            | 1:25.84 |
| 8. | Martin Wimmer        | Yamaha            | 1:25.85 |
| 9. | Donnie McLeod        | Yamaha            | 1:25.98 |
| 10. | Christian Sarron     | Sonauto-Yamaha    | 1:26.03 |

### Uitslag 250cc-klasse
| Pos | Coureur                | Merk                     | Tijd      | Grid | Punten |
| --- | ---------------------- | ------------------------ | --------- | ---- | ------ |
| 1   | Fausto Ricci           | Yamaha                   | 47:05.590 | 3    | 15     |
| 2   | Martin Wimmer          | Yamaha                   | +8.950    | 8    | 12     |
| 3   | Wayne Rainey           | Roberts-Marlboro-Yamaha  | +14.230   | 19   | 10     |
| 4   | Jean-Michel Mattioli   | Chevallier-Yamaha        | +14.800   | 1    | 8      |
| 5   | Donnie McLeod          | Yamaha                   | +14.980   | 9    | 6      |
| 6   | Jacques Cornu          | Bakker-Parisienne-Yamaha | +37.850   | 14   | 5      |
| 7   | Jacques Bolle          | Pernod                   | +42.340   | 11   | 4      |
| 8   | Mario Rademeyer        | Yamaha                   | +45.740   | 22   | 3      |
| 9   | Manfred Herweh         | Bakker-Real-Rotax        | +49.940   | 2    | 2      |
| 10  | Toni Mang              | HB-Yamaha                | +50.340   | 31   | 1      |
| 11  | Jean-Louis Guignabodet | Yamaha                   | +55.360   | 12   |        |
| 12  | Davide Tardozzi        | Yamaha                   | +1:00.810 | 15   |        |
| 13  | Karl-Thomas Grässel    | Fath-Yamaha              | +1:07.710 | 20   |        |
| 14  | Ivan Carlo Villini     | MBA                      | +1:13.470 | 27   |        |
| 15  | Carlos Lavado          | Venemotos-Yamaha         | +1:32.950 | 4    |        |
| 16  | Stéphane Mertens       | Yamaha                   | +1 ronde  | 7    |        |
| 17  | Teruo Fukuda           | Yamaha                   | +1 ronde  | 21   |        |
| 18  | Marcellino Lucchi      | Rotax                    | +1 ronde  | 29   |        |
| 19  | Eilert Lundstedt       | Yamaha                   | +1 ronde  | 34   |        |
| 20  | Jean-François Baldé    | Pernod                   | +1 ronde  | 32   |        |
| 21  | René Delaby            | Yamaha                   | +1 ronde  | 23   |        |

### Niet gefinisht
| Coureur           | Merk             | Oorzaak | Grid |
| ----------------- | ---------------- | ------- | ---- |
| Massimo Matteoni  | Yamaha           | Val     | 5    |
| Harald Eckl       | Rotax            |         | 26   |
| Sito Pons         | JJ Cobas-Rotax   |         | 35   |
| Marino Neri       | Yamaha           |         | 33   |
| Iván Palazzese    | Venemotos-Yamaha |         | 6    |
| Patrick Fernandez | Yamaha           |         | 25   |
| Hervé Guilleux    | Yamaha           |         | 30   |
| Maurizio Vitali   | MBA              |         | 24   |
| Roland Freymond   | Yamaha           |         | 36   |
| Carlos Cardús     | JJ Cobas-Rotax   |         | 13   |
| Ángel Nieto       | JJ Cobas-Rotax   |         | 18   |
| Thierry Rapicault | Sonauto-Yamaha   | Val     | 17   |
| Thierry Espié     | Chevallier-Beko  |         | 16   |
| Christian Sarron  | Sonauto-Yamaha   | Val     | 10   |
| Richard Hubin     | Yamaha           |         | 28   |

### Niet gekwalificeerd
| Coureur     | Merk                    | Oorzaak |
| ----------- | ----------------------- | ------- |
| Alan Carter | Roberts-Marlboro-Yamaha |         |

### Niet deelgenomen
| Coureur            | Merk         | Oorzaak         |
| ------------------ | ------------ | --------------- |
| Andy Watts         | EMC-Rotax    |                 |
| Loris Reggiani     | Kawasaki     |                 |
| Guy Bertin         | MBA          |                 |
| Siegfried Minich   | Yamaha       |                 |
| Peter Looijesteijn | Waddon-Rotax | Geen startrecht |

### Top tien tussenstand 250cc-klasse
| Pos. | Coureur              | Merk                    | Ptn. |
| ---- | -------------------- | ----------------------- | ---- |
| 1    | Patrick Fernandez    | Yamaha                  | 15   |
| 1    | Fausto Ricci         | Yamaha                  | 15   |
| 3    | Christian Sarron     | Sonauto-Yamaha          | 12   |
| 3    | Martin Wimmer        | Yamaha                  | 12   |
| 5    | Manfred Herweh       | Bakker-Real-Rotax       | 10   |
| 5    | Sito Pons            | JJ Cobas-Rotax          | 10   |
| 5    | Wayne Rainey         | Roberts-Marlboro-Yamaha | 10   |
| 8    | Jean-Michel Mattioli | Chevallier-Yamaha       | 8    |
| 9    | Toni Mang            | HB-Yamaha               | 7    |
| 10   | Donnie McLeod        | Yamaha                  | 6    |

## 125cc-klasse
De 125cc-klasse reed in Misano al op zaterdag, tussen de kwalificatietrainingen van de andere klassen door. Maurizio Vitali nam de leiding, gevolgd door Eugenio Lazzarini, Luca Cadalora, Fausto Gresini en Pier Paolo Bianchi. Zo was het even een compleet Italiaanse kopgroep, maar Vitali en Lazzarini namen samen een flinke voorsprong. Daarbij kon Lazzarini weliswaar volgen, maar zelfs vanuit de slipstream niet echt aanvallen. Na een aantal ronden zat Ángel Nieto, die na de opwarmronde zijn beste motor defect had ingeleverd en op de tweede keus moest starten, plotseling alleen tussen de leiders en de achtervolgers in. Hij reed naar het leidende duo toe en had geen enkele moeite zijn teamgenoot Lazzarini te passeren. Met Vitali leek het moeilijker, maar toen hij die op stuurmanskunst in een bocht passeerde toonde Nieto zijn ware gezicht. Hij ging op zijn gemak rechtop zitten en keek om waar Lazzarini bleef. Vitali profiteerde daarvan, maar het was overduidelijk dat Nieto nog niet het achterste van zijn tong had laten zien. Hij was weer de regisseur die hij altijd was geweest en liet zich wat terugvallen om Lazzarini in zijn windschaduw naar voren te trekken, zodat het een één-twee voor Garelli zou worden. Nieto passeerde Vitali opnieuw, maar liet hem ook meteen weer gaan, waardoor het spel weer opnieuw begon. Door al die inhaalmanoeuvres (het gebeurde nog een derde keer) werd Vitali vertraagd en kon Lazzarini aansluiting houden. Halverwege de race, vlak voor het trio in een grote groep achterblijvers terechtkwam, nam Nieto definitief de leiding, dit keer op pure topsnelheid. Zonder de hulp van Nieto moest Lazzarini afhaken. Acht ronden voor het einde bedroeg de voorsprong van Nieto bijna 4 seconden op Vitali en bijna 6 seconden op Lazzarini. In de laatste ronden draaide Nieto het gas wat dicht: ruim voor de bochten ging hij al rechtop zitten en hij liet Vitali naderen tot op 1 seconde.
| Garelli leek niet meer zo oppermachtig als in het seizoen 1983, want Maurizio Vitali, die de laatste race van dat seizoen had gewonnen, klasseerde zich opnieuw als snelste. Eugenio Lazzarini zette zijn Garelli op de tweede startplaats, maar eerste rijder Ángel Nieto kwam niet verder dan de tiende plek. Ton Spek stond aanvankelijk als vierde geklasseerd, maar dat bleek een vergissing te zijn. Uiteindelijk was hij met de 37e plaats eerste reserve, maar hij kwam niet aan de start. \| 1. \| Maurizio Vitali \| MBA \| 1:28.38 \| \| 2. \| Eugenio Lazzarini \| Garelli \| 1:29.92 \| \| 3. \| Luca Cadalora \| MBA \| 1:29.94 \| \| 4. \| Bruno Kneubühler \| MBA \| 1:30.46 \| \| 5. \| Fausto Gresini \| MBA \| 1:30.61 \| \| 6. \| Pier Paolo Bianchi \| MBA \| 1:30.66 \| \| 7. \| Stefano Caracchi \| MBA \| 1:30.92 \| \| 8. \| Johnny Wickström \| MBA \| 1:31.36 \| \| 9. \| Jean-Claude Selini \| MBA \| 1:31.53 \| \| 10. \| Ángel Nieto \| Garelli \| 1:31.83 \| |                    |         |         |
| 1. | Maurizio Vitali    | MBA     | 1:28.38 |
| 2. | Eugenio Lazzarini  | Garelli | 1:29.92 |
| 3. | Luca Cadalora      | MBA     | 1:29.94 |
| 4. | Bruno Kneubühler   | MBA     | 1:30.46 |
| 5. | Fausto Gresini     | MBA     | 1:30.61 |
| 6. | Pier Paolo Bianchi | MBA     | 1:30.66 |
| 7. | Stefano Caracchi   | MBA     | 1:30.92 |
| 8. | Johnny Wickström   | MBA     | 1:31.36 |
| 9. | Jean-Claude Selini | MBA     | 1:31.53 |
| 10. | Ángel Nieto        | Garelli | 1:31.83 |

### Uitslag 125cc-klasse
| Pos | Coureur            | Merk    | Tijd      | Grid | Punten |
| --- | ------------------ | ------- | --------- | ---- | ------ |
| 1   | Ángel Nieto        | Garelli | 44:30.670 | 10   | 15     |
| 2   | Maurizio Vitali    | MBA     | +1.070    | 1    | 12     |
| 3   | Eugenio Lazzarini  | Garelli | +3.510    | 2    | 10     |
| 4   | Stefano Caracchi   | MBA     | +27.000   | 7    | 8      |
| 5   | Luca Cadalora      | MBA     | +27.010   | 3    | 6      |
| 6   | Bruno Kneubühler   | MBA     | +39.680   | 4    | 5      |
| 7   | Johnny Wickström   | MBA     | +57.700   | 8    | 4      |
| 8   | Jean-Claude Selini | MBA     | +58.460   | 9    | 3      |
| 9   | Hans Müller        | MBA     | +1:25.190 | 17   | 2      |
| 10  | Gerhard Waibel     | MBA     | +1 ronde  | 22   | 1      |
| 11  | Domenico Brigaglia | MBA     | +1 ronde  | 14   |        |
| 12  | Willy Pérez        | MBA     | +1 ronde  | 12   |        |
| 13  | Jussi Hautaniemi   | MBA     | +1 ronde  | 20   |        |
| 14  | Giuseppe Ascareggi | MBA     | +1 ronde  | 27   |        |
| 15  | Anton Straver      | MBA     | +1 ronde  | 26   |        |
| 16  | Helmut Lichtenberg | MBA     | +1 ronde  | 19   |        |
| 17  | Lucio Pietroniro   | MBA     | +1 ronde  | 33   |        |
| 18  | Henrik Rasmussen   | MBA     | +1 ronde  | 28   |        |
| 19  | Willy Hupperich    | MBA     | +1 ronde  | 35   |        |
| 20  | Hubert Abold       | MBA     | +1 ronde  | 18   |        |
| 21  | Peter Balaz        | MBA     | +2 ronden | 30   |        |
| 22  | Karl Dauer         | MBA     | +2 ronden | 36   |        |

### Niet gefinisht
| Coureur            | Merk       | Oorzaak   | Grid |
| ------------------ | ---------- | --------- | ---- |
| Massimo De Lorenzi | LGM        |           | 21   |
| Pier Paolo Bianchi | MBA        |           | 6    |
| Erich Klein        | MBA        |           | 29   |
| Jikka Jaakkola     | MBA        |           | 24   |
| Fausto Gresini     | MBA        | Val       | 5    |
| Olivier Liégeois   | MBA        |           | 32   |
| Paolo Casoli       | MBA        |           | 13   |
| Massimo Farceri    | Sanvenero  |           | 34   |
| Ezio Gianola       | MBA        | Val       | 11   |
| Fabio Meozzi       | MBA        |           | 16   |
| Henk van Kessel    | MBA        | Koppeling | 23   |
| Neil Robinson      | MBA        |           | 31   |
| Bady Hassaine      | MBA        |           | 25   |
| August Auinger     | Bartol-MBA |           | 15   |

### Niet gekwalificeerd
| Coureur  | Merk     | Oorzaak  |
| -------- | -------- | -------- |
| Ton Spek | Onbekend | 37e tijd |

### Niet deelgenomen
| Coureur         | Merk   | Oorzaak |
| --------------- | ------ | ------- |
| Manuel Herreros | MBA    |         |
| Alex Bedford    | MBA    |         |
| Hakan Olsson    | Starol |         |
| Jacky Hutteau   | MBA    |         |

### Top tien tussenstand 125cc-klasse
Conform wedstrijduitslag

## 80cc-klasse
Meteen na de start van de allereerste 80cc-race leek het erop dat Stefan Dörflinger soeverein zou zijn. Hij startte als snelste en sloeg direct een gat met Hubert Abold, Hans Müller, Jorge Martínez en Hans Spaan. Pier Paolo Bianchi daarentegen leek meteen als kansloos, want zijn HuVo-Casal startte moeilijk en hij was zo ongeveer als laatste weg. Ricardo Tormo reed naar de tweede plaats, tot de zuiger van zijn Derbi het begaf en Abold de positie overnam. Bianchi was echter zeer snel onderweg en hij kreeg zelfs Abold te pakken. Dörflinger had een flinke voorsprong, maar zijn rondetijden begonnen plotseling op te lopen doordat een zuigerveer gebroken was. Zodoende kon Bianchi zelfs de leiding nemen en de race winnen. 
| Het team van Derbi moest even wennen aan de - wellicht wat overbemeten - dubbele schijfremmen van de machientjes die slechts 60 kg wogen. Daardoor vielen zowel Ricardo Tormo als Jorge Martínez een paar keer tijdens de training. Toch wist Tormo zijn Derbi op poleposition te zetten. Door leveringsproblemen bij o.a. HuVo hadden een aantal Nederlanders nog moeite om zich op goede posities te kwalificeren. Hans Spaan was daardoor met een opgeboorde Kreidler de snelste Nederlander. \| 1. \| Ricardo Tormo \| Derbi \| 1:35.11 \| \| 2. \| Stefan Dörflinger \| Krauser-LCR-Zündapp \| 1:35.16 \| \| 3. \| Pier Paolo Bianchi \| HuVo-Casal \| 1:35.58 \| \| 4. \| Hubert Abold \| Krauser-LCR-Zündapp \| 1:37.08 \| \| 5. \| Gerhard Waibel \| Seel \| 1:37.87 \| \| 6. \| Hans Spaan \| Kreidler \| 1:38.28 \| \| 7. \| Willem Heykoop \| HuVo-Casal \| 1:39.51 \| \| 8. \| Jorge Martínez \| Derbi \| 1:39.77 \| \| 9. \| Hans Müller \| Sachs \| 1:40.44 \| \| 10. \| Reiner Scheidhauer \| Seel \| 1:40.51 \| |                    |                     |         |
| 1. | Ricardo Tormo      | Derbi               | 1:35.11 |
| 2. | Stefan Dörflinger  | Krauser-LCR-Zündapp | 1:35.16 |
| 3. | Pier Paolo Bianchi | HuVo-Casal          | 1:35.58 |
| 4. | Hubert Abold       | Krauser-LCR-Zündapp | 1:37.08 |
| 5. | Gerhard Waibel     | Seel                | 1:37.87 |
| 6. | Hans Spaan         | Kreidler            | 1:38.28 |
| 7. | Willem Heykoop     | HuVo-Casal          | 1:39.51 |
| 8. | Jorge Martínez     | Derbi               | 1:39.77 |
| 9. | Hans Müller        | Sachs               | 1:40.44 |
| 10. | Reiner Scheidhauer | Seel                | 1:40.51 |

### Uitslag 80cc-klasse
| Pos | Coureur             | Merk                   | Tijd      | Grid | Punten |
| --- | ------------------- | ---------------------- | --------- | ---- | ------ |
| 1   | Pier Paolo Bianchi  | HuVo-Casal             | 36:53.210 | 3    | 15     |
| 2   | Stefan Dörflinger   | Krauser-LCR-Zündapp    | +7.290    | 2    | 12     |
| 3   | Hubert Abold        | Krauser-Bakker-Zündapp | +27.830   | 4    | 10     |
| 4   | Hans Spaan          | HuVo-Casal             | +59.290   | 6    | 8      |
| 5   | Gerhard Waibel      | Seel                   | +1:14.400 | 5    | 6      |
| 6   | Willem Heykoop      | HuVo-Casal             | +1:33.460 | 7    | 5      |
| 7   | Jorge Martínez      | Derbi                  | +1 ronde  | 8    | 4      |
| 8   | Mario Stocco        | Lusuardi               | +1 ronde  | 15   | 3      |
| 9   | Reinhard Koberstein | Seel                   | +1 ronde  | 11   | 2      |
| 10  | Claudio Granata     | Garelli                | +1 ronde  | 14   | 1      |
| 11  | Theo Timmer         | HuVo-Casal             | +1 ronde  | 13   |        |
| 12  | George Looijesteijn | HuVo-Casal             | +1 ronde  | 18   |        |
| 13  | Otto Machinek       | Kreidler               | +2 ronden | 27   |        |
| 14  | Chris Baert         | Eberhardt              | +2 ronden | 24   |        |
| 15  | Hans Koopman        | Kreidler               | +2 ronden | 17   |        |
| 16  | Joaquin Gali        | Kreidler               | +2 ronden | 23   |        |
| 17  | Salvatore Milano    | Casal                  | +2 ronden | 20   |        |
| 18  | Pasquale Buonfante  | Kreidler               | +2 ronden | 33   |        |
| 19  | Zdravko Matulja     | Ziegler                | +2 ronden | 32   |        |
| 20  | Jos van Dongen      | Sachs                  | +2 ronden | 29   |        |
| 21  | Simone Crespi       | Minarelli              | +3 ronden | 28   |        |
| 22  | Nicola Casadei      | Casal                  | +4 ronden | 21   |        |
| 23  | Tony Smith          | Casal                  | +5 ronden | 22   |        |
| 24  | Reiner Koster       | Casal                  |           | 30   |        |

### Niet gefinisht
| Coureur            | Merk     | Oorzaak   | Grid |
| ------------------ | -------- | --------- | ---- |
| Thomas Engl        | Sachs    |           | 26   |
| Hans Müller        | Sachs    |           | 9    |
| Bruno Casanova     | Casal    |           | 16   |
| Giuliano Tabanelli | BBFT     |           | 12   |
| Reiner Scheidhauer | Seel     |           | 10   |
| Rainer Kunz        | FKN      |           | 36   |
| Ezio Saffiotti     | UFO      |           | 34   |
| Stefan Kurfiss     | Kreidler |           | 31   |
| Ricardo Tormo      | Derbi    | Zuiger    | 1    |
| Paolo Priori       | Lusuardi |           | 35   |
| Paul Rimmelzwaan   | Harmsen  | Vastloper | 19   |

### Niet deelgenomen
| Coureur         | Merk       | Oorzaak |
| --------------- | ---------- | ------- |
| Henk van Kessel | HuVo-Casal |         |
| Serge Julin     | HuVo-Casal |         |
| Gerd Kafka      | Sachs      |         |
| Bernd Rossbach  | Casal      |         |

### Top tien tussenstand 80cc-klasse
Conform wedstrijduitslag

## Trivia

### Griep
Ron Haslam werd al enkele dagen geplaagd door griep. Na de 500cc-race moest hij van zijn Honda worden getild en naar zijn motorhome worden gedragen.

### Wonderdokters
Takazumi Katayama stond bekend om zijn (bij)gelovigheid. Al enkele jaren eerder waren er "wonderdokters" in het rennerskwartier die een ceremonie met stenen uitvoerden om een goed resultaat af te dwingen. Ook nu hij als toeschouwer aanwezig was, herstellende van een aantal kwetsuren, werd hij regelmatig met allerlei materialen bestreken om boze geesten uit te drijven. Daarmee moesten zijn rugproblemen verminderen. 

### Creatief
Om in de 80cc-klasse te kunnen starten had Hans Koopman zijn 50cc-Kreidler omgebouwd tot 80 cc. Maar de 80cc-racers verbruikte meer brandstof en Hans ontdekte pas in Misano dat zijn tank te klein was om de race te voltooien. Maar hij was creatief: hij haalde het ruitensproeiervloeistofreservoir uit zijn auto en een pompje uit zijn caravan en dat geheel bouwde hij op de Kreidler. Toen hij tegen het einde van de race overschakelde naar het kleine reservoir kwam er echter benzine op zijn achterband, waardoor hij bijna viel. 
1922 · 1923 · 1924 · 1925 · 1926 · 1927 · 1928 · 1929 · 1930 · 1931 · 1932 · 1933 · 1934 · 1935 · 1936 · 1937 · 1938 · 1939 · 1947 · 1948 · 1949 · 1950 · 1951 · 1952 · 1953 · 1954 · 1955 · 1956 · 1957 · 1958 · 1959 · 1960 · 1961 · 1962 · 1963 · 1964 · 1965 · 1966 · 1967 · 1968 · 1969 · 1970 · 1971 · 1972 · 1973 · 1974 · 1975 · 1976 · 1977 · 1978 · 1979 · 1980 · 1981 · 1982 · 1983 · 1984 · 1985 · 1986 · 1987 · 1988 · 1989 · 1990